# Storia dell'universo
Secondo la tesi più accreditata nella comunità scientifica, la storia dell'universo è iniziata con una teoria pubblicata nel 1927 spiegata dal sacerdote e astronomo Georges Lemaître, poi sostenuta e sviluppata da George Gamow. Secondo tale teoria l'universo, durante la sua nascita, da un punto di infinita densità si sarebbe espanso autogenerandosi (una metafora molto usata, sebbene impropria, per descrivere questo fenomeno è quella di una colossale esplosione), questo fenomeno è detto big bang (espressione coniata da Fred Hoyle nel 1949.  
Una delle prove a sostegno di questa ipotesi è la radiazione diffusa che ancora persiste dall'ipotetico inizio dell'universo.
Lo stato della materia prima del Big Bang non è descrivibile in termini fisici, trovandosi essa in uno stato chiamato dai fisici "singolarità".
Mentre le ipotesi sul futuro dell'universo variano dall'espansione illimitata ad un fenomeno oscillante di espansione-contrazione, possibile conseguenza di un universo chiuso, niente si conosce di ciò che è accaduto prima del Big Bang: probabilmente il tempo è nato in quel momento.
L'interpretazione sulle origini dell'universo è una questione al confine tra scienza e filosofia: la possibilità di una validazione empirica delle varie ipotesi risulta spesso ardua se non impossibile. Alcune di queste teorie postulano cicli infiniti di morte e rinascite dell'universo, altre addirittura postulano l'esistenza non solo del nostro ma di altri universi.

## Modelli di universo
Per definire al meglio la storia dell'universo, scientificamente, è innanzitutto indispensabile conoscere quale tipo, quale modello occorre prendere in esame affinché ci si possa avvicinare il più possibile alla realtà, alla veridicità degli eventi che sono stati la base del passato, formano il presente e domani rappresenteranno il futuro. In questi anni molte teorie si sono avvicendate ed ognuna di esse ha rappresentato la base di quelle che poi si sono susseguite. Oggi è vero che la più accreditata è quella del Big Bang ma è anche vero che presa così da sola non riesce a dare tutte le risposte che necessitano.

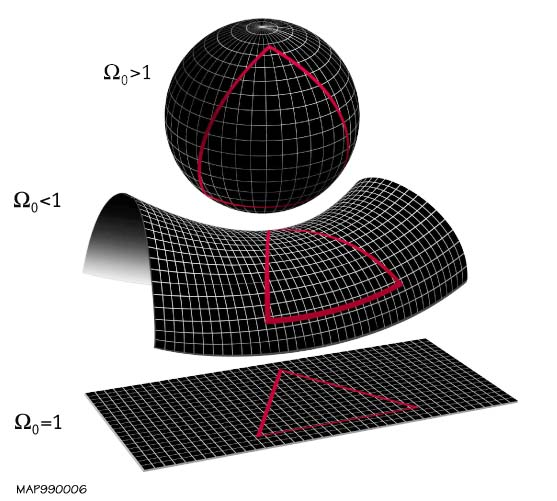
Tre tipi di universo: chiuso, aperto e piatto

La storia dell'universo è composta dalle origini e dall'evoluzione che è parte integrante della cosmologia. Prima di svilupparsi in una scienza, la cosmologia era considerata una sotto branca della filosofia. Anche le religioni, con le loro cosmogonie cercarono di dare una risposta alla grande questione dell'origine del cosmo, elaborando grandi costruzioni fantastiche di tipo mitologico.
Nel XX secolo vennero formulati tre tipi di modello:
- Quello dell'universo chiuso che si evolve verso un destino di collasso della materia che finirà con un gigantesco evento, il Big Crunch.
- Quello stazionario che comporta un universo statico, che non cambia.
- Quello aperto che prevede un universo che tende ad espandersi all'infinito.

Einstein nel 1917 propose un modello basato sulla teoria della relatività generale; un modello statico dove la gravità creava una curvatura nello spazio-tempo; e per avvalorare meglio questo suo concetto introdusse la Costante cosmologica, una forza che bilanciava la forza d'attrazione gravitazionale.
Aleksandr Aleksandrovič Fridman disse che l'universo si espande, e le modalità di questa espansione dipendono dalla densità media della materia in esso contenuta: se essa fosse troppo piccola la reciproca attrazione delle galassie causerebbe un rallentamento dell'espansione stessa ma non tale da fermarla, quindi si parla di un universo aperto.
Al contrario se la densità della materia fosse maggiore del valore critico (5×10−3 g/cm³), l'espansione sarebbe destinata a fermarsi e si avrebbe una contrazione fino ad arrivare al collasso (Big Crunch), si parla quindi di universo chiuso; inoltre la teoria sostiene che potrebbe di nuovo esplodere per riespandersi per di nuovo ricollassare in un ciclo infinito, si parla di Universo oscillante.

Universo in espansione

George Gamow, forte della teoria di Fridman e di quella di Georges Lemaître riguardante l'atomo primordiale, ipotizzò l'idea di una grande esplosione (Big Bang), dove la materia, trovandosi in condizioni di temperatura e densità estreme, causò il Grande botto che portò all'espansione e alla creazione dell'odierno universo.
Interessante è anche la teoria di Andrej Linde che congettura, dopo il fatidico Big Bang, la formazione di molti universi, ognuno racchiuso in sé stesso dentro una specie di bolla, all'interno di ognuna delle quali vigono leggi fisiche diverse; questa teoria è chiamata dei Multiversi.
Oggi i cosmologi sono portati a considerare la teoria dell'Inflazione, espressa da Alan Guth come quella che si adatta meglio alla realtà osservata, sulla base delle odierne scoperte e conoscenze; partendo dalla teoria di Gamow, che inserisce concetti della Fisica delle particelle elementari, si arriva a una ipotesi, mai fatta prima, su ciò che sarebbe successo durante il primo secondo di vita dell'universo, perché poco si sapeva della proprietà della materia a tali estreme condizioni. Ma Guth, partendo dalle ricerche fatte da Stephen Hawking, teorizzò un processo di espansione oltremodo veloce; utilizzando la teoria dei campi gravitazionali pensò che una regione di quello stato caotico cominciasse a gonfiarsi (to inflate, gonfiarsi, quindi il termine inflazione), così velocemente da dare origine al nostro universo.

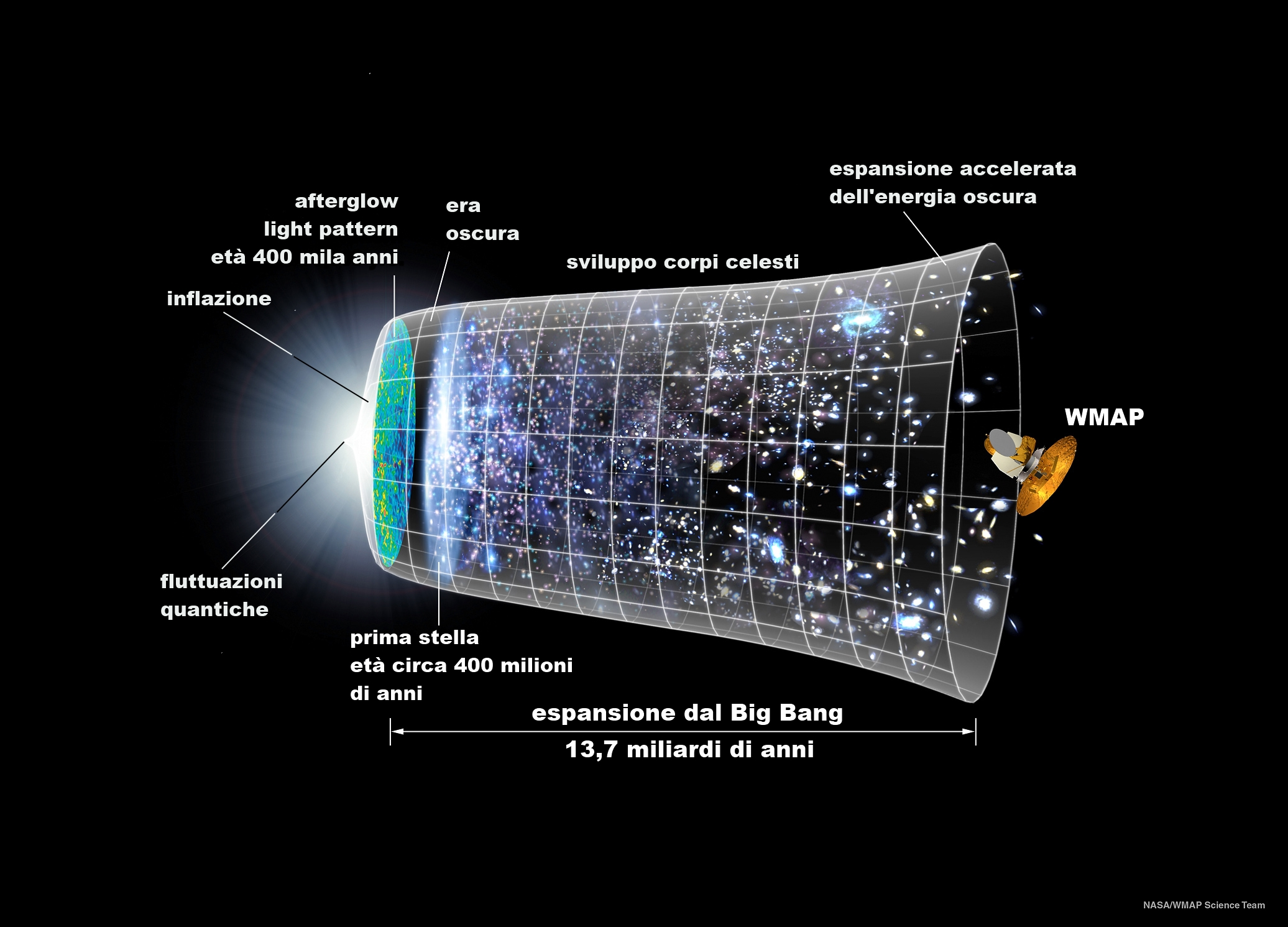
Figura 4: Linea del tempo per l'espansione dell'universo

In definitiva, la teoria accettata è quella inflazionistica, che vede alle origini una singolarità che causa un'esplosione in un preuniverso caotico, che nel primo secondo si espande con grande rapidità, per poi continuare sempre più, in un processo non rallentato abbastanza dalla forza gravitazionale delle galassie e dalla presenza massiccia della materia oscura.
Saul Perlmutter annunciò che i dati in suo possesso, basati su osservazioni di supernove di tipo Ia in galassie lontane, vedevano un universo in espansione con moto accelerato, come se esistesse una forza antigravitazionale a fare da motore; questa forza è stata chiamata Energia oscura e porterà in futuro ad un aumento dei valori del volume dell'universo ed a una disgregazione delle galassie nel cosiddetto Big Rip.

#### La formazione delle prime stelle

La galassia M101, uno dei migliori esempi di galassia a spirale.